# Bastian Gugel
Bastian Gugel (* ? in Altschweier bei Bühl; † 1514 in Freiburg im Breisgau) war ein deutscher Steinmetz. Er war Teil der Bundschuh-Bewegung, bezeichnete sich selbst als „Armer Konrad“ und wurde als einer der Rädelsführer des Bühler Bauernaufstands in Freiburg geköpft.

„Mer derf nit alles wellen liden. Mer mueß dene Herrschafte ze Baden zeigen, wo der Barthel der Most holt! Mir welnt nit im Graben fronen, mir welle uf em rechte Weg die Matte als gemein Vieweid nutzen, um den Zins, wo sie der Herrschaft jetzund abwirft“

Übersetzt: Wir dürfen nicht alles hinnehmen. Wir müssen diesen Herrschaften zu Baden zeigen, wo der Barthel den Most holt! Wir wollen nicht im Graben fronen, wir wollen auf dem rechten Weg die Wiese als normale Viehweide nutzen, für den Zins, den wir der Herrschaft derzeit abgeben.